# Шаров, Владимир Иванович (педагог)
Влади́мир Ива́нович Шаро́в (6 марта 1937 — 11 июля 2016) — советский педагог, Народный учитель Российской Федерации (2003).

## Биография
Родился на хуторе Александровка Теблешского района Калининской области. Отец — Иван Михайлович был председателем сельсовета; погиб в начале войны; мать — Ирина Кузьминична (1910—1984) работала служащей. В годы войны находился с матерью в эвакуации в Рыбинске, где та работала на строительстве ГЭС. Учился в школах № 7 и 17. Занимался пением, танцем и театром.
Неудачно поступал в кинематографический институт в Москве. Три года учился в Рыбинском педагогическом институте, окончил обучение, в связи с объединением вузов, на физико-математическом факультете Ярославского педагогического института. Участвовал в 6-й Спартакиаде профсоюзов в соревнованиях по гимнастике. В 1960—1962 годах служил в ракетных войсках.
С 1962 года — учитель математики и физики ярославской средней школы № 57. С 1963 года работал в ЦЗЛ Ярославского завода топливной аппаратуры, вскоре стал воспитателем, а потом и начальником (1965—1967) заводского пионерлагеря «Орлёнок». Затем до 1970 года был заместителем директора и преподавателем физики и математики средней школы № 4 им. Н. А. Некрасова. С 31 августа 1970 года — директор средней школы № 70. С 1973 года — заведующий отделом народного образования исполкома Кировского районного Совета депутатов трудящихся.
В 1977—1986 годах - заведующий отделом народного образования исполкома Ярославского городского Совета народных депутатов. Указывается, что в годы его руководства шло широкое строительство образовательных учреждений, велось значительное улучшения их материально-технической базы и условий обучения и воспитания детей, повышение уровня педагогических кадров, развитие сети внешкольных учреждений, открыты специализированные по медицинским показаниям дошкольные учреждения и школы, велось организованное обучение плаванию; по инициативе Шарова в 1979 году открыт факультет начальных классов в Ярославском педагогическом институте. В 1986 году ему присвоено почётное звание «Заслуженный учитель школы РСФСР».
С 1986 года Шаров возглавлял городскую санаторно-лесную школу для детей с заболеваниями центральной нервной системы. При участии и контроле Шарова в Заволжском районе города в 1988 году построен современный корпус, создана авторская школа, внедрена оригинальная система формирования здорового образа жизни ребёнка (6-разовое питание, режим сна и бодрствования, соотношение учебных и каникулярных недель на основе биоритмов), архитектура учебных кабинетов, система внеклассной работы.
Член Президиума ЦК профсоюза работников народного образования и науки РФ (1991—1995). Депутат Кировского районного и Ярославского городского Советов народных депутатов (1973—1989), депутат муниципалитета Ярославля (1996—2000), председатель комиссии по его социальной политике. Делегат Всесоюзного съезда учителей (1978), съезда Всероссийского педагогического общества (1982).
Похоронен на Леонтьевском кладбище.

### Семья
Жена — Ольга Павлиновна (род. 1936) — кандидат педагогических наук, работала в Ярославском педагогическом институте.
Дети:
- Елена (р. 1963) — начальник отдела городского департамента образования;
- Максим (р. 1969) — водитель.

## Избранные труды
Автор многочисленных публикаций в средствах массовой информации Ярославской области, журналах «Математика в школе», «Народное образование», ярославских межвузовских сборниках научных трудов. Участвовал в разработке положения о санаторно-лесных школах. В 2006 году с женой издал книгу «Ярославцы — Заслуженные учителя».

## Награды и звания
- Орден «Знак Почёта».
- Награждён многими медалями.
- Народный учитель Российской Федерации (2003).
- Заслуженный учитель школы РСФСР (1986).
- Отличник народного просвещения РСФСР.
- Занесён в Книгу почёта Ярославской области (2001).
- Почётный Знак города Ярославля III степени (2007) — за многолетний плодотворный труд, большой личный вклад в развитие муниципальной системы образования, обучение и воспитание подрастающего поколения[1].